# Superman: la película
Superman: The Movie (en España: Superman: la película) es una película del género de superhéroes estrenada en 1978 y dirigida por Richard Donner, basada en el personaje homónimo de DC Comics.  Es una coproducción internacional realizada entre el Reino Unido, Suiza, Panamá y Estados Unidos, y está protagonizada por un reparto coral formado por Marlon Brando, Gene Hackman, Christopher Reeve, Jeff East, Margot Kidder, Glenn Ford, Phyllis Thaxter, Jackie Cooper, Trevor Howard, Marc McClure, Terence Stamp, Valerie Perrine, Ned Beatty, Jack O'Halloran, Maria Schell y Sarah Douglas. Muestra el origen de Superman, desde su infancia como Kal-El en Krypton y sus años de juventud en la ciudad rural de Smallville. Bajo la identidad del reportero Clark Kent, se instala en la ciudad de Metrópolis y se enamora de Lois Lane, mientras se enfrenta al malvado Lex Luthor.
En 1973, el productor Ilya Salkind tuvo la idea de hacer una película de Superman y, tras un difícil proceso con DC Comics, los Salkind compraron los derechos del personaje al año siguiente. Varios directores, especialmente Guy Hamilton, y guionistas (Mario Puzo, David y Leslie Newman, y Robert Benton) se unieron al proyecto antes de que Richard Donner fuera contratado para dirigir. A Tom Mankiewicz se le asignó la tarea de reescribir el guion y se le dio un crédito de "consultor creativo". Se decidió filmar tanto Superman como su secuela Superman II (1980) simultáneamente, con la fotografía principal comenzando en marzo de 1977 y terminando en octubre de 1978. Surgieron tensiones entre Donner y los productores, y se tomó la decisión de detener el rodaje de la secuela, de la que ya se había completado el 75%, y terminar la primera película.
Con un presupuesto de 55 millones de dólares, lo que la convertía en la película más cara realizada hasta ese momento, Superman fue estrenada en diciembre de 1978 obteniendo un gran éxito financiero y de crítica; sus ganancias de taquilla a nivel mundial de 300 millones de dólares la convirtieron en el segundo estreno más taquillero del año (superada solo por Grease). Fue elogiada especialmente por la interpretación de Reeve, nominada a tres premios de la Academia (mejor montaje, mejor banda sonora original y mejor sonido) y recibió un premio especial a los mejores efectos visuales. Pionera en el uso de efectos especiales y narraciones de ciencia ficción y fantasía, la película y su legado presagiaron la gran popularidad de las franquicias de películas de superhéroes de Hollywood. En 2017, Superman fue incluida en el National Film Registry de la Biblioteca del Congreso de Estados Unidos.

## Argumento

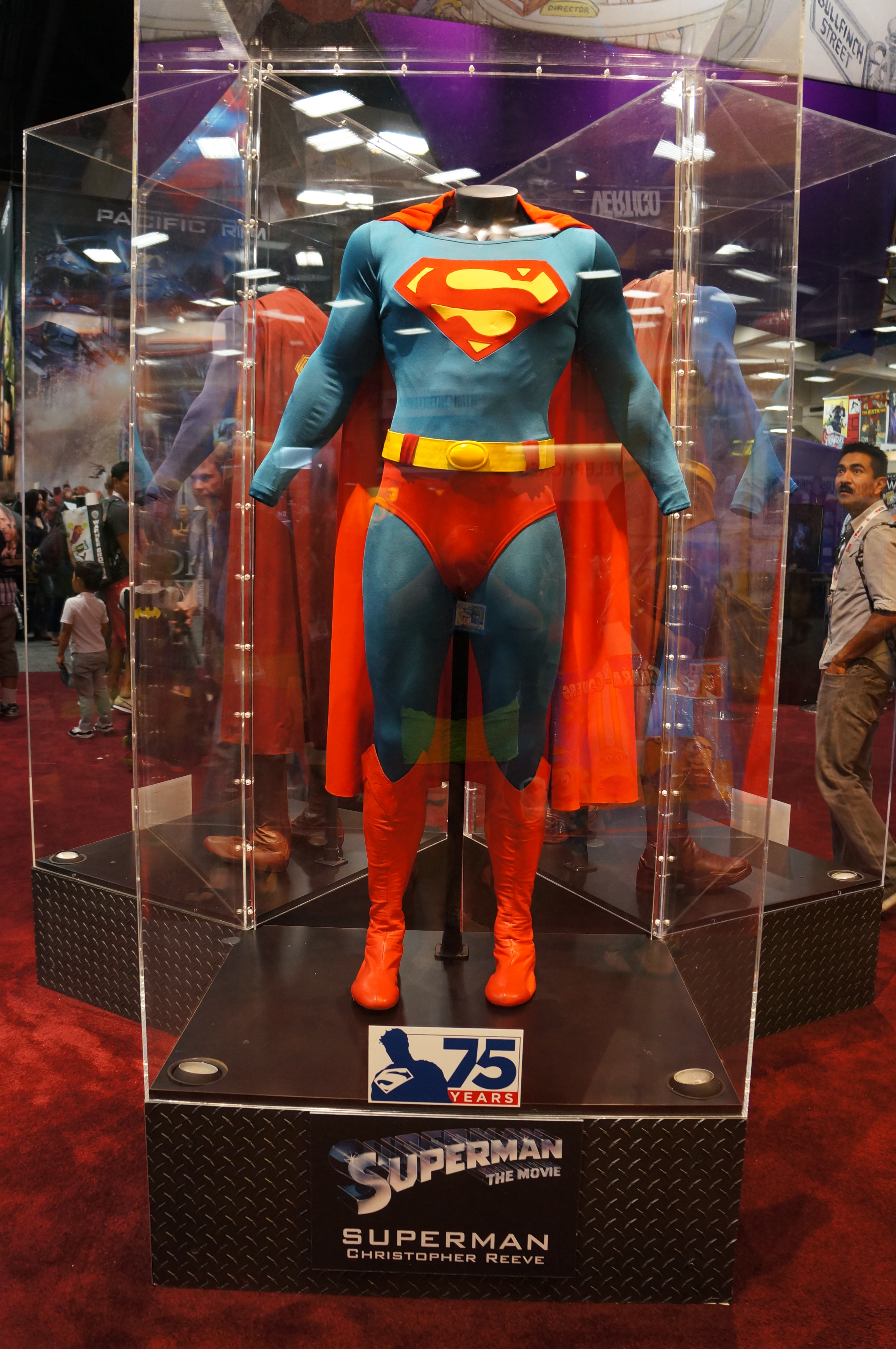
El traje de Superman usado en la película, expuesto en la Comic-Con de 2013.

Nota: La siguiente sinopsis corresponde a la versión original presentada en los cines durante 1978 y los párrafos en cursiva son las partes extendidas.

En el planeta Krypton, el Consejo de Sabios está llevando a cabo un juicio contra tres traidores, el general Zod (Terence Stamp) y sus secuaces Ursa (Sarah Douglas) y Non (Jack O'Halloran), que han tratado de instaurar una dictadura mediante una rebelión frustrada. Los tres son condenados a la Zona Fantasma gracias a las pruebas de sedición y rebelión demostradas por Jor-El (Marlon Brando), sabio científico y alto cargo del Consejo. Zod ofrece a Jor-El que se una a él, pero cuando este lo rechaza, jura venganza contra Jor-El y sus descendientes y amenaza con que volverá.
El alto consejero (Trevor Howard) y el segundo (Harry Andrews) felicitan a Jor-El haber encerrado a los tres criminales en la Zona Fantasma. Tras haber encerrado a los tres criminales en la Zona Fantasma, Jor-El intenta convencer al Consejo de que el planeta Krypton va a ser destruido debido a la inminente explosión de su sol rojo Rao sumado a la inestabilidad del uranio que compone el núcleo del planeta, causará la destrucción del planeta en 30 días, por lo que Jor-El sugiere que se debe hacer una evacuación inmediata del planeta Krypton.
Sin embargo, el Consejo ignora sus advertencias y la colega científica de Jor-El, Vond-Ah (Maria Schell) dice que Krypton simplemente va a cambiar de órbita, considerando irrelevantes y sin fundamentos las advertencias de Jor-El y el Consejo le advierte que no intentase dar alerta general a la población ya que se le acusaría de insurrección, amenazándole con enviarlo también a la Zona Fantasma, a lo que responde Jor-El, ni él ni su esposa abandonarían el planeta, prometiendo también no alarmar a los habitantes. 
Jor-El y su esposa Lara (Susannah York) deciden salvar a su único hijo, el pequeño Kal-El, enviándolo en una nave espacial rumbo a la Tierra, destino del que duda Lara, ya que el planeta Tierra es primitivo y ya que no hay tiempo para salvar también a Lara. Jor-El sabe que la atmósfera y el sol amarillo de la Tierra dotarán a Kal-El de extraordinarios poderes que le ayudarán a sobrevivir. Poco después del inicio del lanzamiento de la nave de Kal-El, Jor-El se despide dándole su herencia de conocimientos y vida y profetizando "El padre se convertirá en hijo y el hijo en padre" dejándole varios cristales con información y además un especial cristal verde. El Consejo de Krypton se entera de la inestabilidad del núcleo viendo la veracidad de la teoría de Jor-El y piden a un soldado investigar, aunque también pensando en arrestar a Jor-El el sol de Krypton explota, destruyendo el planeta y matando a todos sus habitantes.
El bebé Kal-El durante su viaje cruzándose con los tres criminales de Krypton encerrados en la Zona Fantasma, que dura varios años, oye la voz de su padre Jor-El lo va instruyendo sobre la tierra y sus poderes; le habla de la relación de la Teoría de la relatividad de Albert Einstein y los cristales, las escrituras chinas, las conocidas 28 galaxias mientras va cruzando nebulosas, estrellas, etc. y prohibiéndole además interferir en la historia humana. 
La nave aterriza en la Tierra cerca del pueblo de Smallville, en Kansas. Kal-El, que ahora tiene ya tres años, es encontrado por un matrimonio, Jonathan (Glenn Ford) y Martha Kent (Phyllis Thaxter), que quedan completamente sorprendidos cuando el pequeño salva a Jonathan de ser aplastado por su camión mientras le cambiaba un neumático, simplemente levantándolo con sus manos. Jonathan y Martha se llevan al niño a su granja y lo adoptan como su hijo, llamándolo Clark, el apellido de soltera de Martha. 
Cuando Clark (Jeff East) tiene 18 años, descubre que puede correr a gran velocidad y tiene una fuerza extraordinaria, pero sabe que debe ocultar estas habilidades gracias a la educación que le han dado sus padres adoptivos. Clark estudia en la preparatoria de Smallville donde se convierte además en asistente del entrenador de rugby de la escuela sintiendo inmediata atracción por su compañera Lana Lang (Diane Sherry) quien invita a Clark a escuchar música con sus amigos pero Clark que en principio quiere aceptar decide rechazar la invitación debido a que su compañero Brad, capitán del equipo y novio de Lana, le asigna de tarea recoger los uniformes y equipos, una vez los jóvenes abandonan el lugar, Clark patea el balón con su fuerza enviándolo a kilómetros de distancia. 
Posteriormente luego de terminar su deber corre hacia su hogar con su velocidad sobrehumana superando la velocidad del tren del estado siendo visto por una pequeña Lois Lane que iba de pasajera en uno de los vagones, junto con sus padres (interpretados por Kirk Alyn y Noel Neill respectivamente) y mientras sus compañeros escuchaban 'Rock Around the Clock' por el camino, Clark los ha superado sorprendiendo a Lana y a sus compañeros una vez ha llegado a su casa. 
Jonathan observa la escena y le recuerda no ostentar sus poderes, además le dice que cree que está en la Tierra por alguna razón, y justo cuando ambos se retan a una carrera después, Jonathan muere de un infarto. Durante el entierro, Clark queda devastado y se lamenta que a pesar de todos sus poderes no ha podido salvarle. Esa noche, Clark recibe una señal mental que le lleva al granero, donde encuentra los restos de su nave y un cristal verde brillante, le indica lo que debe hacer con mensajes mentales programados por su padre Jor-El. Al día siguiente Martha llama a Clark a desayunar pero éste no le responde, entonces Martha observa a Clark afuera en la granja y Clark le dice a Martha que debe partir rumbo al norte, como le pide el cristal verde para encontrar su destino, ella le pide que nunca les olvide.
Clark llega hasta el Ártico, llevado por los mensajes mentales del cristal verde, donde arroja el cristal al mar congelado en un valle y de él surge la Fortaleza de la Soledad, que tiene el estilo arquitectónico de Krypton. En su interior descubre una serie de cristales almacenados que contienen todo tipo de información y un mensaje holográfico de su padre. 
Este holograma de Jor-El está programado para guiarle y resolver cualquier duda que tenga. Tras explicarle su verdadero origen, Jor-El se encarga de educar a Clark y del entrenamiento de sus poderes a lo largo de los siguientes 12 años, además de advertir de su prohibición de no interferir en la historia humana. Pasado ese tiempo, Clark (Christopher Reeve), ya adulto, sale de la Fortaleza volando, llevando un traje azul y rojo con una capa roja, y el emblema de su familia en el pecho. 
Se muda a la ciudad de Metrópolis, donde empieza a trabajar en el periódico Daily Planet a las órdenes de Perry White (Jackie Cooper), ocultándose tras unas grandes gafas y una personalidad torpe y tímida. Allí conoce al fotógrafo Jimmy Olsen (Marc McClure) y se enamora de su compañera Lois Lane (Margot Kidder). Esa misma tarde Clark atraído hacia Lois decide acompañarla pero son asaltados por un ladrón quien los lleva a un callejón y aunque Clark vanamente lo disuade del asalto, el ladrón trata de tomar el bolso de Lois, pero ésta lo patea y el ladrón le dispara, cayendo Clark en su lugar, mientras que el ladrón asustado huye del lugar sin llevarse nada, para sorpresa de Lois, Clark está ileso del asalto, pero le oculta  que tomó rápidamente la bala con su mano para protegerla, además de sorprenderla aún más de saber el contenido exacto de su bolso.
Por otra parte en las calles de la ciudad, detectives de la policía le siguen el rastro a Otis (Ned Beatty), torpe secuaz de genio criminal Lex Luthor (Gene Hackman), pero solo uno logra seguirlo a las vías del metro de la ciudad hasta que Otis ingresa por una entrada secreta entre los túneles siendo observado por Luthor a través de las cámaras de seguridad de su guarida pero cuando el detective trata de entrar también, Luthor manipula el mecanismo de la puerta secreta haciendo que el detective caiga a las vías siendo atropellado por el metro. Eve Teschmacher (Valerie Perrine)  muestra su indignación hacia su jefe y novio (Luthor) y Otis le da a Luthor el diario donde le muestra a ambos secuaces su plan llamado  'El crimen del siglo'  creando un enorme fraude de enormes hectáreas de terreno en California. 
En la noche Lois sufre un accidente de helicóptero que la deja colgando de la azotea de un rascacielos tras una accidentada maniobra luego que el vehículo se enredase con unos cables, y Clark usa sus poderes en público por primera vez para rescatarla junto con el helicóptero cuyo piloto estaba inconsciente, ante el asombro de la multitud congregada. A continuación detiene a un ladrón de joyas (David Baxt) que escala el Edificio Solow; a unos ladrones que escapan de la policía a través del Mercado Fulton, depositando su barco en medio de Wall Street; y rescata al gato de una niña de lo alto de un árbol en Brooklyn Heights. También rescata el Air Force One en medio de una tormenta después de que un rayo destruya uno de sus motores, y el misterioso personaje volador se convierte inmediatamente en una celebridad. Kal-El vuelve a la Fortaleza de la Soledad donde hace saber a su padre sus acciones y éste le pide mantener su identidad secreta por dos razones; no podría estar ayudando siempre a la gente de la tierra ya que ellos tienen que resolver también sus problemas y no abusar de sus poderes las 24 horas del día, y debido también a que enemigos atacarían a la gente que más ama, Jor-El le confiesa a su hijo sus deseos de abrazarlo. Todas las hazañas llegan a los noticieros de Metrópolis y Luthor sabe que esas acciones solo las haría un ser que no es de la Tierra y Clark hablando con otro ciudadano se muestra también sorprendido disimulando así su identidad. El interés del público es absoluto y Perry ordena a sus reporteros que consigan la exclusiva de su historia. Clark le deja una nota a Lois firmada por "un amigo" (como se había presentado la noche anterior), diciéndole que espere en su apartamento esa noche. Aparece vistiendo su uniforme y le cede a Lois la exclusiva de su origen completo, diciendo que está en la Tierra para luchar por la verdad y la justicia, sus poderes, su peso, su estatura y varias de sus funciones vitales similares a las de cualquier ser humano además que jamás miente y su origen del planeta Krypton,. Después lleva a Lois a volar con él sobre la ciudad aunque en un momento Lois cae al separarse de él pero Kal-El logra salvarla y continúan volando hasta llegar de nuevo al departamento de Lois. Durante ese vuelo nocturno, Lois se enamora de él y le bautiza como "Superman". Luego Clark la invita a salir, sin saber que él y Superman son una misma persona aunque Clark antes piensa en revelarle la verdad.
Mientras tanto, en una guarida subterránea bajo el metro de Metrópolis, el genio criminal Lex Luthor (Gene Hackman) lee la entrevista publicada y explica a sus secuaces Otis y la señorita Teschmacher que va a utilizar una prueba de  misiles nucleares realizada por el Ejército y la Armada para llevar a cabo su plan basado en la adquisición de tierras. Luthor sabe que la aparición de Superman puede suponer un obstáculo y, tras leer el artículo de Lois sobre su origen, descubre que Superman no puede ver a través del plomo y localiza la posición en la que se encontraba Krypton. También deduce que un meteorito encontrado en Adís Abeba es en realidad uno de los varios fragmentos de Krypton, y que su elevada radiación es letal para Superman. Posteriormente Luthor pone en marcha sus planes fingiendo un accidente con un coche controlado remotamente y con Teschmacher fingiendo estar inmóvil en el camino siendo recogida por Luthor disfrazado de paramédico en una ambulancia creando toda una distracción a un convoy de soldados que transportaban un misil nuclear mientras que el inepto y torpe Otis logra acceder al vehículo que tiene el arma pero dando erradamente las coordenadas de lanzamiento, al rato interceptan otro convoy militar fingiendo otra situación mientras que Teschmacher logra entrar al control del misil y darle también sus coordenadas de disparo. Luego Luthor corrige el error de Otis colocando las coordenadas del misil que necesita para su plan y roba el meteorito, al que llama "kryptonita".
Lois y Jimmy son enviados a California para investigar por qué un magnate ha estado comprando terrenos desérticos sin valor. Mientras tanto, Clark llega al periódico donde se entera del lanzamiento de los dos misiles a su vez que charlando con White quien le dice de los deberes de Lois y Jimmy, pero Luthor atrae a Superman a su guarida con una señal ultrasónica haciéndole creer que lanzará un gas letal por los ductos de Metrópolis que mataría a la mitad de la población, por lo que Clark abandona a White para convertirse en Superman siguiendo la frecuencia de comunicación de Luthor hasta llegar a su guarida subterránea y al entrar Luthor le hace disparar ráfagas de ametralladora, fuego y hielo, pero Superman se muestra inmune a sus ataques, mientras los misiles son lanzados, Superman entra a la guarida de Luthor quien allí le explica su plan: ha comprado cientos de hectáreas de desierto y se dispone a detonar uno de los dos misiles en la falla de San Andrés, haciendo que toda California se hunda en el mar y sus terrenos se conviertan en la nueva Costa Oeste, haciéndole multimillonario. A continuación Luthor le comenta la  existencia del segundo misil y Superman le exige darle el detonador del misil y Luthor le muestra en principio su caja fuerte y su escritorio pero al ver que Luthor estaba sentado en un cofre de plomo cree que el detonador está ahí pero para su sorpresa Luthor expone a Superman a la radiación de la kryptonita, lo que le debilita y le deja completamente indefenso. Luthor arroja a Superman a su piscina con la kryptonita encadenada a su cuello. La señorita Teschmacher queda horrorizada al saber que el otro misil se dirige hacia Hackensack, Nueva Jersey,  pues su madre vive allí, pero Luthor se muestra indiferente y se marcha, dejando que Superman muera lentamente. La señorita Teschmacher le salva dándole un beso y haciéndole prometer previamente que detendrá primero el misil que se dirige a Hackensack, y arrojando la kryptonita hacia una cloaca. Superman acepta y logra detener ese misil arrojándolo al espacio (lo que desataría los hechos en  Superman II: The Richard Donner's cut), pero no llega a tiempo de detener el segundo, que hace impacto en la falla de San Andrés, provocando terremotos masivos por toda California que afectan a lugares como el Puente Golden Gate y la Presa Hoover. Superman logra colocar la falla de nuevo en su sitio, deteniendo el plan de Luthor.
Mientras Superman está ocupado salvando a otros; rescatando un bus escolar en peligro de caer del puente Golden Gate, evitando que un tren expreso se descarrile (escena clásica) y salvando a Jimmy y a los trabajadores de la represa, y a un pequeño poblado en peligro de inundarse como consecuencia del rompimiento de la represa, el coche de Lois cae en una grieta producida por el terremoto y ella queda atrapada en su interior, muriendo asfixiada al ser cubierta por la tierra y los escombros. Superman no llega a tiempo y, frustrado y enfurecido al ver por segunda vez morir a alguien querido sin haber podido salvarle, decide ignorar las advertencias de su padre biológico de no interferir en la historia y recuerda las palabras de su padre adoptivo, que le dijo que él estaba allí "por alguna razón". Superman empieza a dar vueltas a la Tierra a gran velocidad, invirtiendo su rotación y haciendo retroceder el tiempo, de manera que el coche de Lois nunca cayó en la grieta, evitando así su muerte. Lois en medio de la carretera observa a Superman al que le reclama no haberla ayudado antes a lo que él responde estar ocupado, en el momento en que ambos trataban de besarse son interrumpidos accidentalmente por Jimmy que le agradece a Superman ponerlo lejos del terremoto. Lois empieza a sospechar por un momento que Clark y Superman sean la misma persona al darse cuenta de que Clark nunca está presente cuando aparece Superman, pero enseguida lo descarta considerándolo ridículo. Tras salvar la Costa Oeste, Superman lleva a Luthor y Otis a prisión y a continuación se aleja volando hacia nuevas aventuras.

## Reparto
- Marlon Brando - Jor-El: El padre biológico de Superman en Krypton. Tiene una teoría sobre la explosión del planeta, pero el Consejo se niega a escucharlo. Muere cuando el planeta explota, pero logra enviar a su hijo pequeño a la Tierra como un medio para ayudar al niño. Brando demandó a los Salkind y a Warner Bros por 50 millones de dólares porque se sintió engañado con su parte de las ganancias de taquilla. Esto impidió que las imágenes de Brando se usaran en la versión de Richard Lester de Superman II.[8]
- Christopher Reeve - Clark Kent/Superman/Kal-El: Nacido en Krypton como Kal-El y criado en la Tierra, es un ser de inmenso poder, fuerza, vuelo e invulnerabilidad que, después de darse cuenta de su destino de servir a la humanidad, usa sus poderes para proteger y salvar a otros. Como medio para proteger su identidad, trabaja en Metrópolis en el Daily Planet como el apacible reportero de periódico Clark Kent y cambia su ropa por un traje rojo-azul con capa roja y un escudo S en el pecho y es apodado "Superman" por Lois. Reeve fue elegido entre más de 200 actores que audicionaron para el papel. Una de las razones que hicieron a Reeve hacerse acreedor del papel de Superman fueron sus características físicas, ya que eran parecidas a las del Superman del comic. Para empezar su privilegiada estatura: 194 cm y sus ojos azules. El único detalle fue el cabello, que tuvo que teñírselo de color negro, puesto que el cabello de Reeve era rubio.
  - Jeff East - Clark Kent (joven): En su adolescencia, se ve obligado a ocultar sus habilidades sobrehumanas, lo que lo hace impopular entre sus compañeros de clase y frustra sus esfuerzos por ganar la atención de su compañera de clase Lana Lang (Diane Sherry). Tras la muerte de su padre adoptivo, viaja al Ártico para descubrir su herencia kryptoniana. Los diálogos de East en la película son redoblados por Christopher Reeve para la edición final.[9]
- Gene Hackman - Lex Luthor: Un genio científico y hombre de negocios que es el némesis de Superman. Es él quien descubre la debilidad de Superman y trama un plan que pone a millones de personas en peligro. Hackman debía raparse la cabeza y rasurarse el bigote para interpretar al personaje, pero se negó a hacer ambas cosas. Entonces, Richard Donner, quien usaba bigote, pero se lo había rasurado, se colocó un postizo y retó a Hackman a rasurarse ambos sus respectivos bigotes. Hackman aceptó y se afeitó el suyo, entonces Donner se quitó plácidamente el postizo y Hackman sufrió un imparable ataque de ira en plena sala de maquillaje, seguido de un ataque de risa ante el ingenio de Donner.
- Margot Kidder - Lois Lane: Una reportera del Daily Planet que se convierte en el interés romántico de Clark Kent. Los productores y el director tenían un concepto muy específico para Lois: liberada, dura, ingeniosa y atractiva. Margot Kidder (sugerida por la jefe de casting Lynn Stalmaster) porque su actuación tenía cierta chispa y vitalidad, y por su fuerte interacción con Christopher Reeve.[10] Más de 100 actrices fueron consideradas para el papel. Anne Archer, Susan Blakely, Lesley Ann Warren, Deborah Raffin y Stockard Channing hicieron pruebas de cámara entre marzo y mayo de 1977. La decisión final fue entre Channing y Kidder, y esta última ganó el papel.[11][12]
- Glenn Ford - Jonathan Kent: El padre adoptivo de Clark Kent en Smallville durante su juventud. Es un granjero que le enseña a Clark habilidades que le serán útiles en el futuro. Más tarde sufre un ataque cardíaco fatal que cambia la perspectiva de Clark sobre su deber hacia los demás.
- Jackie Cooper - Perry White: El irascible jefe de Clark Kent en el Daily Planet. Le encarga a Lois que descubra la noticia de que un empresario desconocido ha comprado una gran cantidad de propiedades en California. Keenan Wynn fue elegido originalmente, pero abandonó el papel poco antes de empezar a rodar debido a una enfermedad cardíaca. Cooper, que originalmente hizo la audición para Otis, fue elegido posteriormente.[13]
- Ned Beatty - Otis: El torpe secuaz de Lex Luthor.
- Valerie Perrine - Eve Teschmacher: Novia y cómplice de Lex Luthor. Ya desconfiada de su creciente grandiosidad y perturbada por su crueldad, salva la vida de Superman después de enterarse de que Luthor ha lanzado un misil nuclear hacia la ciudad natal de su madre, Hackensack, Nueva Jersey. Muestra un interés romántico en Superman, lo que se da a entender cuando se arregla el cabello antes de hacerle saber su presencia y luego lo besa antes de salvarle la vida.
- Marc McClure - Jimmy Olsen: Un fotógrafo adolescente del Daily Planet. Jeff East, que interpretó al adolescente Clark Kent, hizo una audición originalmente para este papel, pero perdió en favor de su interpretación del adolescente Clark.[9]
- Phyllis Thaxter - Martha Kent (Clark, apellido de soltera): La fiel madre adoptiva de Clark Kent. Una mujer bondadosa que adora a su hijo adoptivo y es muy devota de su esposo, Jonathan. Es el apoyo emocional de su hijo después de que Clark queda devastado por la muerte de Jonathan. Thaxter era la suegra del productor Ilya Salkind.[14]
- Terence Stamp - General Zod: Líder malvado de los tres criminales kryptonianos que jura vengarse de Jor-El cuando es sentenciado a la Zona Fantasma. Su aparición fue para establecerlo a él y a sus cómplices como los principales villanos de Superman II.
- Susannah York - Lara Lor-Van: La madre biológica de Superman en Kriptón. Tras conocer el destino de Kriptón, siente aprensión por enviar a su hijo pequeño solo a un planeta extraño.
- Sarah Douglas - Ursa: La segunda al mando y consorte del general Zod, sentenciada a la Zona Fantasma por sus experimentos científicos poco éticos. Caroline Munro rechazó la oportunidad de interpretar a Ursa, a favor de Naomi en 007: La espía que me amó.[15]
- Jack O'Halloran - Non: Grande y mudo, el tercero de los villanos kryptonianos que son sentenciados a estar aislados en la Zona Fantasma.
- Trevor Howard - Primer Anciano del Consejo: Jefe del Consejo de Kripton, que no cree en la afirmación de Jor-El de que Kriptón está condenado. Le advierte: "Cualquier intento por tu parte de crear un clima de miedo y pánico entre la población debe ser considerado por nosotros un acto de insurrección".
- Harry Andrews - Segundo Anciano del Consejo: Miembro del consejo, que insta a Jor-El a ser razonable sobre los planes para salvar Krypton.
- Maria Schell - Vond-Ah: Al igual que Jor-El, una científica kryptoniana de primer nivel; pero ella tampoco se deja influenciar por las teorías de Jor-El.
- Diane Sherry - Lana Lang
- John Hollis - Anciano del Consejo de Krypton.

Kirk Alyn y Noel Neill hacen cameos como los padres de Lois Lane es una escena eliminada incluida en versiones posteriores para otros medios. Alyn y Neill interpretaron respectivamente a Superman y Lois Lane en los seriales fílmicos Superman (1948) and Atom Man vs. Superman (1950), y fueron los primeros actores en representar a los personajes en la pantalla en formato de acción real. Neill repitió su papel en la década de 1950 en la serie de televisión Aventuras de Superman.
Larry Hagman y Rex Reed también hacen cameos; Hagman interpreta a un mayor del ejército a cargo de un convoy que transporta uno de los misiles, y Reed se interpreta a sí mismo cuando se encuentra con Lois y Clark fuera de la sede del Daily Planet.

### Doblaje
| Actor original (EE. UU.) | Personaje           | Actor de doblaje (Hispanoamérica)(1978) | Actor de doblaje (España) (Cine) (1979) | Redoblaje España (TV) 2001 | Redoblaje (Hispanoamérica)(Edición especial Max) |
| ------------------------ | ------------------- | --------------------------------------- | --------------------------------------- | -------------------------- | ------------------------------------------------ |
| Christopher Reeve        | Clark Kent/Superman | Manuel de la Llata                      | Manolo García                           | Juan Antonio Bernal        | José Gilberto Vilchis                            |
| Marlon Brando            | Jor-El              | Víctor Mares                            | Héctor Cantolla                         | Ricardo Solans             | Gerardo Reyero                                   |
| Gene Hackman             | Lex Luthor          | Eduardo Liñán                           | José Martínez Blanco                    | Juan Carlos Gustems        | Raúl Anaya                                       |
| Margot Kidder            | Lois Lane           | Cristina Camargo                        | Selica Torcal                           | Marta Tamarit              | Cristina Hernández                               |
| Ned Beatty               | Otis                | José María Iglesias                     | Juan Logar                              | Paco Gázquez               | Herman López                                     |
| Maria Schell             | Vond-Ah             | Desconocido                             | Desconocido                             | Desconocido                |                                                  |
| Jackie Cooper            | Perry White         | Sergio Barrios                          | Antonio García Moral                    | Antonio García Moral       | Santos Alberto                                   |
| Marc McClure             | Jimmy Olsen         | Yamil Atala                             | Luis Varela                             | Raúl Llorens               | Eduardo Garza                                    |
| Glenn Ford               | Jonathan Kent       | Agustín López Zavala                    | Manuel Cano                             | José María Ullod           | Humberto Vélez                                   |
| Phyllis Thaxter          | Martha Kent         | Rosario Muñoz Ledo                      | Matilde Conesa                          | Roser Cavallé              | Magda Giner                                      |
| Valerie Perrine          | Eve Teschmacher     | Rosanelda Aguirre                       | Conchita Núñez                          | Alicia Laorden             | Gabriela Gómez                                   |
| Susannah York            | Lara                | Andrea Coto                             | María Ángeles Herranz                   | María Luisa Solá           | Rebeca Manríquez                                 |
| Terence Stamp            | General Zod         | Blas García                             | Luis Gaspar                             | Miguel Ángel Jenner        | Humberto Solórzano                               |
| Sarah Douglas            | Ursa                | Desconocido                             | María del Puy                           | Desconocido                | Desconocido                                      |
| Jack O'Halloran          | Non                 | Desconocido                             | Desconocido                             | Desconocido                | Desconocido                                      |
| Jeff East                | Clark Kent (joven)  | Manuel de la Yata                       | Manolo García                           | Ángel de Gracia            | Arturo Cataño                                    |
| Diane Sherry             | Lana Lang           | Patricia Acevedo                        | Ángela González                         | Desconocido                | Erika Ugalde                                     |

## Producción

### Desarrollo
Ilya Salkind había concebido por primera vez la idea de una película de Superman a finales de 1973 tras la adquisición de DC Comics por parte de Warner Communications Inc. En noviembre de 1974, después de un largo y difícil proceso con DC Comics, los derechos cinematográficos de Superman fueron adquiridos por Ilya, su padre Alexander Salkind y su socio Pierre Spengler. DC quería una lista de actores que se considerarían para Superman y aprobó las elecciones del productor que eran Muhammad Ali, Al Pacino, James Caan, Steve McQueen, Clint Eastwood y Dustin Hoffman. Los realizadores consideraron que lo mejor era filmar Superman y Superman II al mismo tiempo y llegar a un acuerdo negativo con Warner Bros. Se le propuso a William Goldman escribir el guion, mientras que se consideró a Leigh Brackett. Ilya contrató a Alfred Bester, quien comenzó a escribir un guion cinematográfico. Sin embargo, Alexander sintió que Bester no era lo suficientemente famoso, por lo que contrató a Mario Puzo para escribir el guion por un salario de 600.000 dólares. Francis Ford Coppola, William Friedkin, Richard Lester (quien dirigió las secuelas Superman II y III), Peter Yates, John Guillermin, Ronald Neame y Sam Peckinpah entraron en negociaciones para dirigir. Peckinpah abandonó cuando sacó un arma durante una reunión con Ilya. George Lucas rechazó la oferta debido a su compromiso con Star Wars: Episodio IV - Una nueva esperanza.
Ilya quería contratar a Steven Spielberg como director, pero Alexander se mostró escéptico y pensó que lo mejor era "esperar hasta que se estrene el gran pez [de Spielberg]"; es decir, Tiburón que fue un rotundo éxito, lo que llevó a los productores a ofrecerle el puesto a Spielberg, pero para entonces Spielberg ya se había comprometido con Close Encounters of the Third Kind. Guy Hamilton fue contratado como director, mientras Puzo entregaba su guion para "Superman" y "Superman II" en julio de 1975. Jax-Ur apareció como uno de los secuaces del General Zod, mientras Clark Kent era descrito como reportero de televisión. Dustin Hoffman, quien antes fue considerado para interpretar a Superman, rechazó este papel y el de Lex Luthor.
A principios de 1975, Brando firmó un contrato para interpretar a Jor-El con un salario de 3,7 millones de dólares y el 11,75% de las ganancias brutas de taquilla, que ascendían a 19 millones de dólares. En su primera reunión, el actor horrorizó a Salkind al proponerle que Jor-El apareciera como una maleta verde o un bagel con la voz de Brando, pero Donner utilizó la adulación para convencerlo de que interpretara él mismo a Jor-El. Brando esperaba utilizar parte de su salario para una miniserie de 13 capítulos al estilo de Roots sobre los nativos americanos en los Estados Unidos. Brando tenía en su contrato la obligación de completar todas sus escenas en doce días, pero se negó a memorizar sus diálogos, por lo que se recopilaron fichas de referencia en todo el set. Hackman, también ganador del Oscar, fue elegido para interpretar a Lex Luthor días después. Los cineastas dieron prioridad a filmar todo el metraje de Brando y Hackman "porque se comprometerían con otras películas de inmediato". Aunque los Salkind sintieron que Puzo había escrito una historia sólida para la película de dos partes, consideraron que sus guiones eran "muy pesados", por lo que contrataron a Robert Benton y David Newman para el trabajo de reescritura. Benton estaba muy ocupado dirigiendo The Late Show, por lo que Leslie, esposa de David Newman, fue contratada para ayudar a su marido a terminar sus tareas de escritura. George MacDonald Fraser fue contratado después para trabajar un poco en el guion, pero dice que hizo muy poco.
Su guion fue presentado en julio de 1976, y tenía un tono exagerado, incluida una aparición especial de Telly Savalas como su personaje Kojak. Los guiones de Superman y Superman II ahora sumaban más de 400 páginas en conjunto. La preproducción comenzó en los estudios Cinecittà de Roma, donde se empezó a construir el plató y se realizaron pruebas de vuelo sin éxito. "En Italia", recuerda el productor Ilya Salkind, "perdimos unos dos millones de dólares [en pruebas de vuelo]". Marlon Brando se enteró de que no podía filmar en Italia debido a una orden de arresto en su contra: un cargo de obscenidad sexual en la película El último tango en París. La producción se trasladó a Inglaterra a finales de 1976, pero Hamilton no pudo unirse porque era un exiliado fiscal. Hamilton abandonó el proyecto porque también estaba enfermo.
Mark Robson fue considerado seriamente y estaba en conversaciones para dirigir, pero después de ver La profecía, los productores contrataron a  Richard Donner. Donner previamente había planeado dirigir La profecía II Cuando lo contrataron en enero de 1977 por un millón de dólares para dirigir Superman and Superman II. Donner pensó que lo mejor era empezar de cero. "Habían estado preparando la imagen durante un año y no me sirvió ni un detalle". Donner no estaba satisfecho con el guion exagerado y contrató a Tom Mankiewicz para que lo reescribiera. Según Mankiewicz, "no se utilizó ni una palabra del guión de Puzo". "Era un guión bien escrito, pero aun así ridículo. Tenía 550 páginas. Dije: 'No puedes rodar este guión porque lo vas a hacer durante cinco años'", continuó Donner. "Era literalmente un guion técnico y planeaban rodar las 550 páginas. Ya sabes, 110 páginas son suficientes para un guión, así que incluso para dos películas, eso era demasiado". Mankiewicz concibió que cada familia kryptoniana llevara un escudo parecido a una letra diferente, justificando la "S" en el traje de Superman. El Gremio de escritores de América se negó a darle crédito a Mankiewicz por sus reescrituras, por lo que Donner le dio crédito de consultor creativo, para gran disgusto del Gremio.

#### Casting para Superman
En un principio se decidió contratar a un actor de primera línea para Superman antes de contratar a Richard Donner como director. A Robert Redford le ofrecieron una gran suma, pero pensó que era demasiado famoso. Burt Reynolds también rechazó el papel, mientras que Sylvester Stallone estaba interesado y se reunió con Donner, pero Donner estaba más interesado en contratar a un actor "desconocido". A Paul Newman le ofrecieron elegir entre los papeles de Superman, Lex Luthor o Jor-El por 4 millones de dólares, pero rechazó los tres papeles.
Cuando se decidió a continuación contratar a un actor desconocido, la jefe de casting Lynn Stalmaster sugirió primero a un desconocido actor de Broadway Christopher Reeve, pero Donner y los productores sentían que era demasiado joven y flaco. Más de 200 actores desconocidos audicionaron para Superman.
El campeón olímpico Bruce Jenner audicionó también para el papel. Patrick Wayne también audicionó, pero finalmente desistió cuando a su padre John Wayne le diagnosticaron cáncer de estómago.
Tanto Neil Diamond como Arnold Schwarzenegger presionaron mucho para obtener el papel, pero fueron ignorados. James Caan, James Brolin, Lyle Waggoner, Christopher Walken, Nick Nolte, Jon Voight, y Perry King fueron también considerados. Nolte quería interpretar a Superman con esquizofrenia. Kris Kristofferson y Charles Bronson también fueron considerados para interpretar a Superman. A Warren Beatty se le ofreció también el papel pero lo rechazó.
James Caan dijo que le ofrecieron el papel pero lo rechazó argumentando que "No podía usar ese traje".
"Encontramos a tipos con un físico fabuloso que no podían actuar o actores maravillosos que no se parecían en nada a Superman", recuerda el consultor creativo Tom Mankiewicz. La búsqueda se volvió tan desesperada que le hicieron una prueba de cámara al dentista de la esposa del productor Ilya Salkind.
Stalmaster convenció a Donner e Ilya para que hicieran una prueba de cámara a Reeve en febrero de 1977. Reeve sorprendió al director y a los productores, pero le dijeron que usara un "traje musculoso" para producir el físico musculoso deseado. Reeve se negó, realizando un estricto régimen de ejercicio físico dirigido por el actor y fisicoculturista David Prowse. Prowse quería interpretar a Superman, pero los realizadores le negaron una audición porque no era estadounidense. Prowse también audicionó para interpretar a Non. Reeve pasó de tener 188 libras (85,3 kg) a tener 212 libras (96,2 kg) durante preproducción y el rodaje. Reeve ganó sólo 250.000 dólares tanto por "Superman" como por Superman II, mientras que sus veteranos coprotagonistas recibieron enormes sumas de dinero: Brando ganó $3.7 millones y Hackman $2 millones por la primera entrega. Sin embargo, Reeve sintió que "'Superman' me trajo muchas oportunidades, en lugar de cerrarme una puerta en la cara". Jeff East interpretó a un adolescente Clark Kent. Reeve dobló las líneas de East durante la posproducción. "No me gustó porque los productores nunca me dijeron lo que tenían en mente", comentó East. "Lo hicieron sin mi permiso, pero resultó bien. Chris hizo un buen trabajo, pero eso generó tensión entre nosotros. Resolvimos nuestros problemas años después". East también se desgarró varios músculos del muslo al realizar la acrobacia de correr junto al tren. Los técnicos le aplicaron de 3 a 4 horas diarias de maquillaje protésico para aumentar su parecido con Reeve.

### Rodaje
La fotografía principal comenzó el 28 de marzo de 1977 en los estudios Pinewood para las escenas de Krypton, presupuestada como la película más cara jamás realizada en ese momento, con $55 millones invertidos. Como la película se estaba filmando simultáneamente con su secuela "Superman II", el rodaje duró diecinueve meses, hasta octubre de 1978. Originalmente, el rodaje estaba previsto que durara entre siete y ocho meses, pero surgieron problemas durante la producción. John Barry trabajó como diseñador de producción, mientras Stuart Craig y Norman Reynolds trabajaron como directores de arte. Derek Meddings y Les Bowie fueron acreditados como supervisores de efectos visuales. Stuart Freeborn trabajó como maquillador, mientras Barry, David Tomblin, John Glen, David Lane, Robert Lynn y Peter Duffell (este no acreditado) y André de Toth dirigieron escenas de la segunda unidad. Vic Armstrong fue contratado como coordinador de especialistas y doble de Reeve; su esposa Wendy Leech fue la doble de Kidder. La película también fue el último trabajo completo del director de fotografía Geoffrey Unsworth, quien murió durante la posproducción mientras trabajaba en la película Tess para el director Roman Polanski. La Fortaleza de la Soledad se construyó en los estudios Shepperton y en el escenario 007 de Pinewood. Al ver las imágenes de Krypton, Warner Bros. decidió distribuirla no solo en Norteamérica, sino también en el extranjero. Debido a complicaciones y problemas durante el rodaje, Warner Bros. también aportó 20 millones de dólares y adquirió los derechos de televisión.
La ciudad de Nueva York se convirtió en el escenario de Metropolis, mientras que el edificio del New York Daily News sirvió como sede de las oficinas del Daily Planet. También se utilizó Brooklyn Heights como escenario para varias escenas. El rodaje en Nueva York duró cinco semanas, durante el apagón de la ciudad de Nueva York de 1977. La producción se trasladó a Alberta para las escenas ambientadas en Smallville, con la escena del cementerio filmada en el cañón de Beynon, Alberta, las escenas de fútbol de la escuela secundaria en Barons, Alberta, y la granja Kent construida en Blackie, Alberta. También se realizaron breves filmaciones en Gallup, Nuevo México; Lago Mead; y la Grand Central. El director Donner tuvo tensiones con los Salkind y Spengler en relación con el aumento del presupuesto de producción y el calendario de rodaje. El asesor creativo Tom Mankiewicz reflexionó: "Donner nunca recibió un presupuesto ni un calendario. Le decían constantemente que se había excedido considerablemente en el cronograma y el presupuesto. En un momento dijo: '¿Por qué no programan la película para los próximos dos días y entonces tendré nueve meses de retraso?'". Richard Lester, quien trabajó antes con los Salkind en las películas Los tres mosqueteros y su secuela Los cuatro mosqueteros, fue contratado como coproductor temporal para mediar en la relación entre Donner y los Salkind. que ya se negaban a hablar entre sí. Sobre su relación con Spengler, Donner comentó: "Hubo un momento en que, si lo hubiera visto, lo habría matado".
A Lester le ofrecieron crédito como productor, pero lo rechazó y no se le acreditó por su trabajo. Salkind pensó que traer un segundo director al set significaba que habría alguien listo en caso de que Donner no pudiera cumplir con sus deberes de dirección. "Estar allí todo el tiempo significaba que [Lester] podía tomar el relevo", admitió Salkind. "[Donner] no podía decidirse sobre las cosas". Donner reflexionó sobre Lester: "Había demandado a los Salkind por su dinero en 'Los Tres Mosqueteros' y 'Los Cuatro Mosqueteros', que nunca había conseguido. Ganó muchos de sus juicios, pero cada vez que demandaba a los Salkind en un país, ellos se trasladaban a otro, de Costa Rica a Panamá o Suiza. Cuando me contrataron, Lester me dijo: 'No lo hagas. No trabajes para ellos. Me dijeron que no lo hiciera, pero lo hice. Ahora te estoy diciendo que no lo hagas, pero probablemente lo harás y terminarás contándoselo al siguiente tipo'. Lester llegó como 'intermediario'. No confiaba en Lester y se lo dije. Él me respondió: 'Créeme, solo lo hago porque me están pagando el dinero que me deben por la demanda. Nunca iré a tu set a menos que me lo pidas; nunca iré a tus tareas diarias. Si puedo ayudarte de alguna manera, llámame".
Se decidió dejar de rodar Superman II y centrarse en terminar la primera entrega. Donner ya había completado el 75% de la secuela. Los realizadores tomaron un riesgo: si Superman era un fracaso de taquilla, no terminarían Superman II. El clímax original de Superman II tenía General Zod, Ursa, y Non destruyendo al planeta Tierra, con Superman viajando en el tiempo para reparar el daño.
Donner comentó: "Decidí que si Superman era un éxito, harían una secuela. Si no era un éxito, una película con final en suspenso no los llevaría a ver Superman II".

### Efectos
La película contiene secuencias de efectos visuales a gran escala. El modelo a escala del puente Golden Gate medía 21,3 m de largo y 6 m de alto. Otras miniaturas incluían la Cúpula del Consejo de Kriptón y la presa Hoover. Se utilizó la cámara lenta para simular la gran cantidad de agua que se destruyó en la presa Hoover. La Fortaleza de la Soledad era una combinación de un escenario a escala real y pinturas mate. Los accidentes automovilísticos en el puente Golden Gate eran una mezcla de modelos y conductores especialistas en una pista de aterrizaje en desuso. La escena del joven Clark Kent pateando a gran distancia un balón de fútbol americano se ejecutó con un balón de fútbol de madera cargado en un lanzador de aire colocado en el suelo. El traje de Superman iba a ser de un azul mucho más oscuro, pero el uso de la pantalla azul lo hizo transparente.
Como se detalla en el documental de efectos especiales en DVD de la película titulado "La magia detrás de la capa", presentado por el supervisor de efectos ópticos Roy Field, al final, se utilizaron tres técnicas para lograr los efectos de vuelo. Para reproducir la capacidad de vuelo de Superman, el equipo a cargo de los efectos especiales optó por diferentes vías de representación, algunas de las cuales fracasaron hasta encontrar un sistema que permitía realizar esta acción de planeo sobre el paisaje, logrando un resultado creíble ante los ojos del espectador.  Primero se eligió usar muñecos de Superman para lanzarlos con catapultas desde una gran distancia para simular el efecto de vuelo, pero el resultado no fue demasiado creíble, ya que estos prototipos al no estar controlados por ningún sistema o mecanismo en el momento de su proyección, se desviaban o caían al suelo resultando poco natural o digno de un aterrizaje de un superhéroe. Por esta razón, se diseñó otro plan basado en la construcción de un avión de aeromodelismo con la forma y los colores de la ropa de Superman, pero debido a las dificultades para despegar, esta opción no tuvo buenos resultados. También se analizó la posibilidad de utilizar a un doble con conocimientos de sly driver con un paracaídas debajo de la capa para filmar las escenas de vuelo en alturas.
Para los aterrizajes y despegues se idearon y utilizaron aparejos de alambre para volar. En el lugar, estos se suspendieron de grúas torre, mientras que en el estudio se suspendieron aparejos elaborados de los techos del estudio. Algunos de los trabajos de vuelo con alambre fueron bastante audaces: la penúltima toma donde Superman sale volando del patio de la prisión, por ejemplo. Aunque se utilizaron especialistas, Reeve hizo gran parte del trabajo él mismo y fue suspendido a una altura de hasta 100 pies. 50 pies (15,2 m) en el aire. Para conseguir el movimiento de vuelo se utilizaron contrapesos y poleas, en lugar de dispositivos electrónicos o motorizados. Los finos cables que se utilizaban para suspender a Reeve se solían retirar de la película en posproducción mediante técnicas de rotoscopia, aunque esto no era necesario en todas las tomas (en determinadas condiciones de iluminación o cuando Superman estaba muy lejos en el encuadre, los cables eran más o menos imperceptibles).
Para las tomas fijas en las que Superman se ve volando hacia o desde la cámara, se utilizaron técnicas de pantalla azul mate. Reeve sería fotografiado suspendido contra una pantalla azul. Mientras que un dispositivo especial hacía que su capa se agitara para dar la ilusión de movimiento, el actor permanecía inmóvil (salvo por la inclinación de su cuerpo). En cambio, la cámara utilizaría una combinación de acercamientos y alejamientos largos y de acercamientos y alejamientos con dolly para hacer que se hiciera más grande o más pequeño en el encuadre. Luego se eliminaría fotoquímicamente el fondo azul y la imagen aislada de Reeve se insertaría en un área enmarañada de una toma de placa de fondo. Los acercamientos o alejamientos darían la apariencia de volar lejos o hacia el contenido de la placa de fondo. La disparidad en la iluminación y el color entre la imagen enmarañada y la placa de fondo, la presencia ocasional de líneas negras mate (donde el área mate y la imagen enmarañada, en este caso, Superman, no coinciden exactamente) y la impresión ligeramente poco convincente de movimiento lograda mediante el uso de lentes de zum son características de estas tomas.
Finalmente, se decidió desarrollar un sistema de cableado similar al que se usó para hacer correr al superhéroe a alta velocidad. Este nuevo invento, realizado por Zoran Perisic, utilizó un sistema óptico basado en el juego sincronizado de zooms, un proyector y una cámara. Se trata de colocar al actor, en este caso Christopher Reeve, frente a una pantalla (croma) para posteriormente, añadir imágenes de fondo con movimiento. Por medio de los zooms sincronizados, los planos de retroproyección (planos traseros o de fondo) podrían moverse y seguir el movimiento de un objeto específico. Por lo tanto, con un fondo en movimiento y Superman conectado al sistema de cableado, se hacía ver que el personaje realmente estaba volando. 
En los casos en que la toma sigue a Superman mientras vuela (como en la secuencia de vuelo de Superman y Lois en Metrópolis), se utilizó la proyección frontal. Esto implicó fotografiar a los actores suspendidos frente a una imagen de fondo proyectada tenuemente desde el frente sobre una pantalla especial fabricada por 3M que reflejaría la luz directamente hacia una cámara/proyector combinados. El resultado fue una reproducción fotográfica muy clara e intensa tanto de los actores como de la placa de fondo, con mucho menos deterioro de la imagen o problemas de iluminación que los que ocurren con la proyección trasera.
Se desarrolló una técnica que combinaba el efecto de proyección frontal con lentes zum especialmente diseñados. La ilusión de movimiento se creó haciendo zum sobre Reeve mientras que la imagen proyectada al frente parecía alejarse. Para las escenas en las que Superman interactúa con otras personas u objetos mientras está en vuelo, Reeve y los actores utilizaron una variedad de equipos de montaje con iluminación y fotografía cuidadosas. Esto también condujo a la creación del sistema Zoptic.
Los trajes altamente reflectantes que usan los kriptonianos están hechos del mismo material 3M que se usa para las pantallas de proyección frontal y fueron el resultado de un accidente durante las pruebas de vuelo de Superman. "Notamos que el material se encendía solo", explicó Donner. "Rompimos el material en pedazos diminutos y los pegamos en los trajes, diseñando un efecto de proyección frontal para cada cámara. Había una pequeña luz en cada cámara, que se proyectaba en un espejo, rebotaba frente a la lente, golpeaba el traje y millones de pequeñas cuentas de vidrio se iluminaban y traían la imagen de regreso a la cámara".
Los títulos de apertura ganadores del Premio Clio se realizaron con animación óptica tradicional utilizando una técnica innovadora que combinaba una cámara de control de movimiento con fotografía de escaneo de hendidura. The titles were designed by Richard Greenberg of R/Greenberg Associates (R/GA)
Cabe decir que solamente estas escenas de vuelo ya contabilizaron dos millones de dólares de entre los 55 millones que costó la producción de la película completa. 

### Música
Jerry Goldsmith, que compuso la banda sonora de La profecía de Donner, iba a componer originalmente la banda sonora para la película. En el avance de Superman se utilizaron fragmentos de la obra de Jerry Goldsmith de El planeta de los simios. Abandonó el proyecto por problemas de agenda con Alien: el octavo pasajero y en su lugar contrataron a John Williams, quien dirigió la Orquesta Sinfónica de Londres para grabar la banda sonora. La música fue una de las últimas piezas en tomar forma. "El tema de Superman (Título Principal)" de Williams se lanzó como sencillo y alcanzó el puesto 81 en la lista Billboard Hot 100 de Estados Unidos y el puesto 69 en la lista Cash Box. A Williams le gustó que la película no se tomara a sí misma demasiado en serio y que tuviera un aire teatral.
Se suponía que Kidder cantaría "Can You Read My Mind?", cuya letra fue escrita por Leslie Bricusse, pero a Donner no le gustó y la cambió por una composición acompañada de una voz en off. Maureen McGovern finalmente grabó el sencillo "Can You Read My Mind?" en 1979, aunque la canción no apareció en la banda sonora de la película. Se convirtió en un éxito de mitad de lista en el Billboard Hot 100 ese año (puesto n.º 52), pasando tres semanas en el número cinco en la lista de adultos contemporáneos de EE. UU., además de hacer apariciones menores en las listas canadienses correspondientes. También fue un éxito muy menor en la lista de música country de EE. UU., alcanzando el puesto #93. Tanto los sencillos de Williams como los de McGovern contenían música de la banda sonora. La banda sonora le valió a John Williams una nominación al Oscar, pero perdió ante la banda sonora de Giorgio Moroder para Midnight Express.
La banda sonora se lanzó originalmente como un conjunto de 2 LP en diciembre de 1978, y la misma grabación se publicó en CD por primera vez en 1987 (se omitieron las pistas "Growing Up" y "Lex Luthor's Lair" para que la grabación cupiera en un solo disco).
Una regrabación de la partitura, dirigida por John Debney e interpretada por la Real Orquesta Nacional Escocesa, fue lanzada por Varese Sarabande Records en 1998. En 2000, se lanzó una edición ampliada de la banda sonora original en un set de 2 CD por Rhino Records.
En febrero de 2008, Film Score Monthly lanzó una caja de 8 CD titulada Superman: The Music, que incluía una partitura completa recientemente restaurada en los dos primeros discos, así como pistas alternativas y fuentes en el disco 8. Como parte del 40 aniversario de la película en febrero de 2019, La-La Land Records lanzó la restauración completamente ampliada de la partitura de Williams en un conjunto de 3 discos, que incluye las alternativas publicadas anteriormente y la música original.

### Temáticas
La película se divide en tres secciones básicas, cada una con un tema y un estilo visual distintos. El primer segmento, ambientado en Kriptón, pretende ser típico de las películas de ciencia ficción, pero también sienta las bases para una analogía que surge en la relación entre Jor-El y Kal-El. El segundo segmento, ambientado en Smallville, recuerda a las películas de los años 50, y su atmósfera de pueblo pequeño pretende evocar una pintura de Norman Rockwell. El tercer segmento (y el más grande), ambientado principalmente en Metrópolis, fue un intento de presentar la historia del superhéroe con el mayor realismo posible (lo que Donner llamó "verosimilitud"), apoyándose en el drama cinematográfico tradicional y utilizando solo un humor sutil en lugar de un enfoque de estilo exagerado.
En cada uno de los tres actos, el estatus mítico de Superman se ve reforzado por acontecimientos que recuerdan el viaje del héroe (o monomito) tal como lo describe Joseph Campbell. Cada acto tiene un ciclo discernible de "llamado" y viaje. El viaje es de Kriptón a la Tierra en el primer acto, de Smallville a la Fortaleza de la Soledad en el segundo acto, y luego de Metrópolis al mundo entero en el tercer acto.
Muchos han señalado los ejemplos de simbolismo cristiano aparente. Donner, Tom Mankiewicz e Ilya Salkind han comentado el uso de referencias cristianas para tratar los temas de Superman. Mankiewicz fomentó deliberadamente analogías con Jor-El como Dios y Kal-El como Jesús. Donner se muestra algo escéptico sobre las acciones de Mankiewicz y bromea: "Recibí suficientes amenazas de muerte por eso".
Se han utilizado varios conceptos y elementos simbólicos en las comparaciones bíblicas. Jor-El expulsa al general Zod de Kriptón, un paralelo a la expulsión de Satanás del cielo. La nave espacial que trae a Kal-El a la Tierra tiene forma de estrella (Estrella de Belén). Kal-El llega a Jonathan y Martha Kent, quienes no pueden tener hijos. Martha Kent afirma: "Todos estos años hemos rezado y rezado para que el buen Señor considere oportuno darnos un hijo", lo que fue comparado con la Virgen María.
Siguiendo los relatos bíblicos sobre Jesús, Clark viaja al desierto para descubrir quién es y qué tiene que hacer. Jor-El dice: "Vive como uno de ellos, Kal-El, para descubrir dónde se necesitan tu fuerza y tu poder. Pero mantén siempre en tu corazón el orgullo de tu herencia especial. Pueden ser un gran pueblo, Kal-El, y desean serlo. Solo les falta la luz para mostrar el camino. Por esta razón, sobre todo, su capacidad para el bien, les he enviado a ti, mi único hijo". 1 El tema se asemeja al relato bíblico de Dios enviando a su único hijo Jesús a la Tierra con la esperanza de un bien para la humanidad. Esto se vio más cuando Donner pudo completar Superman II: The Richard Donner Cut, que presenta la caída, la resurrección y su batalla contra el mal. Otra visión fue la de La creación de Adán.
La imaginería cristiana en las películas de Reeve ha provocado comentarios sobre los orígenes judíos de Superman. El libro del rabino Simcha Weinstein, Up, Up and Oy Vey: How Jewish History, Culture and Values Shaped the Comic Book Superhero, dice que Superman es a la vez un pilar de la sociedad y alguien cuya capa oculta un "nebbish", diciendo que "Es un estereotipo judío torpe y nebbish. Es Woody Allen". Irónicamente, es también en las películas de Reeve donde el personaje de Clark Kent tiene el mayor parecido con Woody Allen, aunque su modelo consciente fue el personaje de Cary Grant en la película Bringing Up Baby. Este mismo tema se aborda en general con respecto a los superhéroes de los años 40 en Disguised as Clark Kent: Jews, Comics, and the Creation of the Superhero de Danny Fingeroth.
En la escena en la que Lois Lane entrevista a Superman en el balcón, Superman responde: "Nunca miento". Salkind consideró que este era un punto importante de la película, ya que Superman, que vive bajo su identidad secreta como Clark Kent, está "diciendo la mentira más grande de todos los tiempos". Su romance con Lois también lo lleva a contradecir las órdenes de Jor-El de evitar alterar la historia humana, viajando en el tiempo para salvarla de morir. Superman, en cambio, sigue el consejo de Jonathan Kent, su padre en la Tierra.

## Estreno
La película se estrenó en junio de 1978, coincidiendo con el 40 aniversario de Action Comics n.º 1, que marcó el debut Superman, pero  delos problemas durante el rodaje retrasaron la fecha de estreno seis meses. El editor Stuart Baird reflexionó: "El rodaje terminó en octubre de 1978 y es un milagro que hayamos podido estrenar la película dos meses después. Las películas de gran presupuesto de hoy en día suelen tardar entre seis y ocho meses". Donner, por su parte, deseaba haber tenido "seis meses más; habría perfeccionado muchas cosas. Pero en algún momento, hay que darle la vuelta a la película". 
Warner Bros. Pictures gastó $6–7 millones sobre la comercialización de la película. La película fue estrenada en el Uptown Theater de Washington D. C., el 10 de diciembre de 1978, con la presencia del director Richard Donner y varios miembros del reparto, tres días después, el 13 de diciembre, tuvo un estreno benéfico real europeo en el Empire, Leicester Square en Londres, con la presencia de la reina Isabel II y el príncipe Andrés.
| País                                                                          | Fecha de estreno                |
| ----------------------------------------------------------------------------- | ------------------------------- |
| Alemania                                                                      | Jueves 25 de enero de 1979      |
| Argentina                                                                     | Jueves 24 de mayo de 1979       |
| Australia                                                                     | Jueves 21 de diciembre de 1978  |
| Austria                                                                       | Viernes 26 de enero de 1979     |
| Bélgica                                                                       | Miércoles 10 de enero de 1979   |
| Belice · Costa Rica · El Salvador · Guatemala · Honduras · Nicaragua · Panamá | Jueves 22 de noviembre de 1979  |
| Brasil                                                                        | Lunes 2 de abril de 1979        |
| Chile                                                                         | Lunes 23 de julio de 1979       |
| Colombia                                                                      | Miércoles 13 de junio de 1979   |
| Corea del Sur                                                                 | Sábado 31 de marzo de 1979      |
| Dinamarca                                                                     | Martes 26 de diciembre de 1978  |
| Egipto                                                                        | Lunes 25 de diciembre de 1978   |
| España                                                                        | Miércoles 7 de marzo de 1979    |
| Estados Unidos · Canadá                                                       | Viernes 15 de diciembre de 1978 |
| Filipinas                                                                     | Miércoles 18 de julio de 1979   |
| Finlandia                                                                     | Viernes 2 de febrero de 1979    |
| Francia                                                                       | Miércoles 31 de enero de 1979   |

| País                | Fecha de estreno                  |
| ------------------- | --------------------------------- |
| Hong Kong           | Jueves 28 de junio de 1979        |
| India               | Viernes 29 de diciembre de 1978   |
| Islandia            | Miércoles 18 de abril de 1979     |
| Italia              | Viernes 9 de febrero de 1979      |
| Japón               | Sábado 30 de junio de 1979        |
| Malasia             | Miércoles 2 de mayo de 1979       |
| México              | Jueves 12 de julio de 1979        |
| Noruega             | Martes 30 de enero de 1979        |
| Nueva Zelanda       | Viernes 22 de diciembre de 1978   |
| Países Bajos        | Jueves 15 de febrero de 1979      |
| Perú                | Martes 25 de diciembre de 1979    |
| Portugal            | Viernes 30 de marzo de 1979       |
| Puerto Rico         | Jueves 5 de abril de 1979         |
| Reino Unido Irlanda | Jueves 14 de diciembre de 1978    |
| Singapur            | Jueves 26 de abril de 1979        |
| Sudáfrica           | Viernes 15 de diciembre de 1978   |
| Suecia              | Viernes 23 de febrero de 1979     |
| Suiza               | Viernes 26 de enero de 1979       |
| Tailandia           | Sábado 23 de diciembre de 1978    |
| Taiwán              | Sábado 19 de mayo de 1979         |
| Turquía             | Lunes 5 de noviembre de 1979      |
| Uruguay             | Jueves 28 de junio de 1979        |
| Venezuela           | Miércoles 5 de septiembre de 1979 |

| País                                                                          | Fecha de estreno                |
| ----------------------------------------------------------------------------- | ------------------------------- |
| Alemania                                                                      | Jueves 25 de enero de 1979      |
| Argentina                                                                     | Jueves 24 de mayo de 1979       |
| Australia                                                                     | Jueves 21 de diciembre de 1978  |
| Austria                                                                       | Viernes 26 de enero de 1979     |
| Bélgica                                                                       | Miércoles 10 de enero de 1979   |
| Belice · Costa Rica · El Salvador · Guatemala · Honduras · Nicaragua · Panamá | Jueves 22 de noviembre de 1979  |
| Brasil                                                                        | Lunes 2 de abril de 1979        |
| Chile                                                                         | Lunes 23 de julio de 1979       |
| Colombia                                                                      | Miércoles 13 de junio de 1979   |
| Corea del Sur                                                                 | Sábado 31 de marzo de 1979      |
| Dinamarca                                                                     | Martes 26 de diciembre de 1978  |
| Egipto                                                                        | Lunes 25 de diciembre de 1978   |
| España                                                                        | Miércoles 7 de marzo de 1979    |
| Estados Unidos · Canadá                                                       | Viernes 15 de diciembre de 1978 |
| Filipinas                                                                     | Miércoles 18 de julio de 1979   |
| Finlandia                                                                     | Viernes 2 de febrero de 1979    |
| Francia                                                                       | Miércoles 31 de enero de 1979   |

| País                | Fecha de estreno                  |
| ------------------- | --------------------------------- |
| Hong Kong           | Jueves 28 de junio de 1979        |
| India               | Viernes 29 de diciembre de 1978   |
| Islandia            | Miércoles 18 de abril de 1979     |
| Italia              | Viernes 9 de febrero de 1979      |
| Japón               | Sábado 30 de junio de 1979        |
| Malasia             | Miércoles 2 de mayo de 1979       |
| México              | Jueves 12 de julio de 1979        |
| Noruega             | Martes 30 de enero de 1979        |
| Nueva Zelanda       | Viernes 22 de diciembre de 1978   |
| Países Bajos        | Jueves 15 de febrero de 1979      |
| Perú                | Martes 25 de diciembre de 1979    |
| Portugal            | Viernes 30 de marzo de 1979       |
| Puerto Rico         | Jueves 5 de abril de 1979         |
| Reino Unido Irlanda | Jueves 14 de diciembre de 1978    |
| Singapur            | Jueves 26 de abril de 1979        |
| Sudáfrica           | Viernes 15 de diciembre de 1978   |
| Suecia              | Viernes 23 de febrero de 1979     |
| Suiza               | Viernes 26 de enero de 1979       |
| Tailandia           | Sábado 23 de diciembre de 1978    |
| Taiwán              | Sábado 19 de mayo de 1979         |
| Turquía             | Lunes 5 de noviembre de 1979      |
| Uruguay             | Jueves 28 de junio de 1979        |
| Venezuela           | Miércoles 5 de septiembre de 1979 |

## Recepción

### Taquilla
La película estableció un nuevo récord histórico para la industria estadounidense en cuanto a recaudación durante una semana previa a Navidad con $12 millones  de dólares, y estableció nuevos récords para Warner Bros. por su mejor día de estreno ($2.8 millones) y fin de semana de tres días ($7.5 millones). Durante la semana del 22 al 28 de diciembre, estableció un récord semanal histórico en Estados Unidos de$18.5 millones. También estableció un récord de recaudación en un solo día para Warner Bros. con una recaudación de $3.8 millones. En su tercer fin de semana recaudó $13.1 millones durante el fin de semana festivo de cuatro días, estableciendo un récord de recaudación en 18 días de $43.7 millones.
Aproximadamente 120 millones de personas vieron a Superman en su estreno en cines en 1978. Incluyendo reestrenos, recaudó $134.5 millones de dólares en Estados Unidos y Canadá, y $166 millones a nivel internacional, totalizando $300.5 millones de dólares en todo el mundo. La película fue la película más taquillera de 1978 en Norteamérica. También fue la película más exitosa de Warner Bros. en ese momento.

### Críticas
Superman recibió reseñas positivas de parte de la crítica, así como de la audiencia y los fanes. Fue la película con mayor número de espectadores en España en 1979 con 5.267.500 espectadores. En la página web Rotten Tomatoes, la película obtuvo una aprobación de 94%, basada en 63 reseñas, con una calificación de 8.0/10, mientras que de parte de la audiencia tuvo una aprobación de 86%, basada en 285 514 votos, con una calificación de 3.5/5. El consenso crítico del sitio web dice: "'Superman' combina hábilmente humor y seriedad, aprovechando al Reeve perfectamente elegido para crear un tributo amoroso y nostálgico a un ícono de la cultura pop estadounidense".
Metacritic le dio a la película una puntuación de 86 de 100, basada en 11 reseñas, indicando "aclamación universal".  La película fue ampliamente considerada como una de las diez mejores películas de 1978. Los creadores de Superman Jerry Siegel y Joe Shuster, con lágrimas en sus ojos, le agradecieron a Donner y reaccionaron positivamente. Shuster estaba "encantado de ver a Superman en la pantalla. Me dio escalofríos. Chris Reeve tiene el toque justo de humor. Realmente es Superman". Siegel sonrió radiante: "Es exactamente como lo imaginé".
En el sitio web IMDb los usuarios le han dado una calificación de 7.3/10, sobre la base de 140 851 votos. En la página FilmAffinity tiene una calificación de 6.7/10, basada en 77 732 votos. Filmaffinity la calificó con un 6.7 con más de 80.000 votos.Famosa adaptación del cómic sobre el más popular de los superhéroes. Warner confió la dirección a Richard Donner, que venía de triunfar con "La profecía" (The Omen, 1976). Un gran reparto y una entretenida historia para un clásico del cine que gusta a niños y mayores. 
La revista Variety postuló  "Amplía las  extraordinarias facultades físicas de James Bond, reprime su apetito sexual y ahí tienes la esencia de Superman, una maravillosa, divertida y absurdamente apasionante fantasía". 
El crítico especializado en cómics, Francisco Pablo Coluccia comentó "Las escenas de Brando, Reeve y Hackman son mis favoritas. Aunque los tres son bien diferentes, (Jor-El solemne, Superman juguetón y y Luthor bizarro), creo que son los pilares en los que se apoya esta joya del cine. Y al final de la película, con esa mirada y saludo de Superman a la cámara, creo que es sencillamente perfecto". 
El crítico Jay Scott plasmó "Superman the hace sentir como un niño nuevamente". 
Roger Ebert le dio a la película cuatro de cuatro estrellas. Aunque describió las escenas de Kriptón como "pesadas" ("Brando supuestamente recibió 3 millones de dólares por su papel, o, a juzgar por sus diálogos, 500.000 dólares, un cliché"), Ebert escribió que "Superman es una delicia pura, una combinación maravillosa de todas las cosas antiguas de las que nunca nos cansamos: aventura y romance, héroes y villanos, efectos especiales que sacuden la tierra y, ¿sabes qué más? Ingenio". Elogió a Reeve, afirmando que "vende el papel; un casting equivocado en este caso lo habría hundido todo", y concluyó que la película "funciona tan bien debido a su ingenio y sus efectos especiales". Ebert colocó la película en su lista de las diez mejores de 1978. Más tarde lo incluiría en su lista de "Grandes películas". Gene Siskel del diario Chicago Tribune le dio a la película tres estrellas de cuatro, calificándola de "un delicioso desastre. Buenas actuaciones. Edición descuidada. Efectos especiales baratos que no vuelan. Diálogos divertidos". En resumen, "Superman" es el tipo de película que los críticos destrozan, pero aun así dicen: "Deberías verla".
James Harwood de la revista Variety calificó la película como "una fantasía maravillosa, divertida y ridículamente emocionante", y agregó: "Tanto como el sano hombre de acero como su torpe identidad secreta Clark Kent, Reeve es excelente". Vincent Canby del The New York Times escribió en una reseña mixta: "La tira cómica de Superman ha sido cuidadosamente, elaboradamente, a veces ingeniosamente ampliada para la pantalla grande del cine, que, aunque ocupada, a menudo parece algo vacía". Charles Champlin de Los Angeles Times calificó la película como "una gran decepción", elogiando a Reeve como "la fuerza salvadora de la película", pero refiriéndose al asunto del villano como "un problema esencial", encontrando que "incluso en una sucesión de pelucas, Gene Hackman no es absurdo, divertido o dementemente amenazante, y lo que está haciendo aquí no es evidente". Gary Arnold del The Washington Post escribió en una reseña positiva: "A pesar de una pausa aquí y un lapso allá, esta superproducción resulta ser prodigiosamente inventiva y agradable, doblemente bendecida por sofisticados ilusionistas detrás de las cámaras y una nueva y brillante personalidad estelar frente a las cámaras: Christopher Reeve, un joven actor a la vez atractivo y lo suficientemente astuto como para racionalizar la absurda fantasía de un superhéroe de cómic en carne y hueso".
En una reseña retrospectiva, James Berardinelli opinaba que "no hay duda de que es una película defectuosa, pero es una de las películas defectuosas más maravillosamente entretenidas que se han hecho durante la década de 1970. Es exactamente lo que los fans de los cómics esperaban que fuera. Sin embargo, quizás lo más alentador de todo es el mensaje al final de los créditos que anuncia la inminente llegada de Superman II." Harry Knowles es un fanático de la película desde hace mucho tiempo, pero criticó los elementos que no representaban las historias de Superman como se ven en los cómics. Neal Gabler de manera similar, consideró que la película se centraba demasiado en la comedia superficial. También sostuvo que la película debería haberse ceñido más al espíritu del guion original de Mario Puzo y se refirió a las tres primeras películas de Superman en conjunto como "simples episodios de televisión inflados".

### Premios y nominaciones
La película fue nominada a 3 Premios Óscar: Mejor montaje (Stuart Baird), Mejor banda sonora original (John Williams) y mejor sonido (Gordon K. McCallum, Graham V. Hartstone, Nicolas Le Messurier y Roy Charman) y recibió un Premio Especial de la Academia por sus efectos visuales. Donner expresó públicamente su disgusto por el hecho de que el diseñador de producción John Barry y el director de fotografía Geoffrey Unsworth no hubieran sido reconocidos por la Academia.
La película tuvo éxito en 32.ª edición de los Premios de Cine de la Academia Británica. Reeve ganó el premio a Mejor Artista Revelación, mientras que Hackman, Unsworth, Barry y los diseñadores de sonido obtuvieron nominaciones. La película también ganó un premio 
Hugo a mejor presentación dramática. En los Premios Saturn, Kidder, Barry, John Williams, y el departamento de efectos visuales fueron ganadores, y la película ganó el premio a la mejor película de ciencia ficción. Reeve, Hackman, Donner, Valerie Perrine y la diseñadora de vestuario Yvonne Blake también fueron nominados por su trabajo. Además, Williams fue nominado a los 36.º Premios Globo de Oro y ganó el Premio Grammy a la Mejor Banda Sonora para Medios Visuales.
| Premio               | Categoría                                                            | Nominados | Resultado |
| -------------------- | -------------------------------------------------------------------- | --- | --------- |
| Premios Óscar        | Mejor edición                                                        | Stuart Baird | Nominado  |
| Premios Óscar        | Mejor banda sonora                                                   | John Williams | Nominado  |
| Premios Óscar        | Mejor sonido                                                         | Gordon K. McCallum, Graham Hartstone, Nicolas Le Messurier, Roy Charman | Nominado  |
| Premios Óscar        | Mejores efectos visuales (Premio especial)                           | Les Bowie, Colin Chilvers, Denys Coop, Roy Field, Derek Meddings, Zoran Perisic | Ganadores |
| Premios Globo de Oro | Mejor banda sonora                                                   | John Williams | Nominado  |
| Premios BAFTA        | Mejor actor de reparto                                               | Gene Hackman | Nominado  |
| Premios BAFTA        | Mejor fotografía                                                     | Geoffrey Unsworth | Nominado  |
| Premios BAFTA        | Mejor diseño de producción                                           | John Barry | Nominado  |
| Premios BAFTA        | Mejor sonido                                                         | | Nominado  |
| Premios BAFTA        | Actor debutante más prometedor a los papeles protagónicos en el cine | Christopher Reeve | Ganador   |
| Premios BAFTA        | Mejor banda sonora                                                   | Chris Greenham, Gordon K McCallum, Peter Pennell, Michael Hopkins, Pat Foster, Stan Fiferman, John Foster, Roy Charman, Norman Bolland, Brian Marshall, Charles Schmitz, Dick Ragusa, Chris Large | Nominados |
| Premios BAFTA        | Premio a destacada contribución británica al cine                    | | Ganador   |
| Premios Saturn       | Mejor película de ciencia ficción                                    | Richard Donner | Ganador   |
| Premios Saturn       | Mejor director                                                       | Richard Donner | Nominado  |
| Premios Saturn       | Mejor actor                                                          | Christopher Reeve | Nominado  |
| Premios Saturn       | Mejor actriz                                                         | Margot Kidder | Ganadora  |
| Premios Saturn       | Mejor actriz de reparto                                              | Valerie Perrine | Nominada  |
| Premios Saturn       | Mejor diseño de vestuario                                            | | Nominado  |
| Premios Saturn       | Mejor música                                                         | John Williams | Ganador   |
| Premios Saturn       | Mejores efectos especiales                                           | | Ganador   |
| Premios Saturn       | Mejor estreno clásico en DVD (2002)                                  | | Nominada  |

#### British Society of Cinematographers
| Año  | Categoría                 | Nominados         | Resultado |
| ---- | ------------------------- | ----------------- | --------- |
| 1978 | Best Cinematography Award | Geoffrey Unsworth | Nominada  |

#### FMCJ Award
| Año  | Categoría                                         | Nominados     | Resultado |
| ---- | ------------------------------------------------- | ------------- | --------- |
| 1998 | Best New Recording of a Previously Existing Score | John Williams | Ganador   |

#### Goldene Leinwand
| Año  | Nominados | Resultado |
| ---- | --------- | --------- |
| 1979 | Superman  | Ganador   |

#### Golden Schmoes Awards
| Año  | Categoría                            | Nominados                    | Resultado |
| ---- | ------------------------------------ | ---------------------------- | --------- |
| 2006 | Best Schmoes DVD/BLU RAY of the year | Superman Ultimate Collection | Nominado  |

#### Grammys Awards
| Año  | Categoría                                                                         | Nominados                               | Resultado |
| ---- | --------------------------------------------------------------------------------- | --------------------------------------- | --------- |
| 1980 | Best Instrumental Composition                                                     | John Williams Superman Main Title Theme | Ganador   |
| 1980 | Best Album of Original Score Writter for a Motion Picture or a Television Special | John Williams                           | Ganador   |
| 1980 | Best Pop Instrumental Performance                                                 | John Williams Superman - Main Title     | Nominada  |

#### Hugo Awards
| Año  | Categoría                  | Nominados | Resultado |
| ---- | -------------------------- | --- | --------- |
| 1978 | Best Dramatic Presentation | Directed by Richard Donner; Screenplay by Mario Puzo and David Newman and Leslie Newman & Robert Benton; Story by Mario Puzo; based on the character created by Jerry Siegel & Joe Shuster | Ganador   |

#### Online Film & Television Association
| Año  | Categoría                      | Nominados | Resultado |
| ---- | ------------------------------ | --------- | --------- |
| 2018 | Film Hall of Fame: Productions | Superman  | Ganadora  |

#### Sierra Awards Las Vegas Film Critics Society Awards
| Año  | Categoría                                | Nominados                                                          | Resultado |
| ---- | ---------------------------------------- | ------------------------------------------------------------------ | --------- |
| 2006 | Best DVD (Packaging, Design and Content) | “Superman Ultimate Collectors Edition” (Warner Home Entertainment) | Ganadora  |

## Televisión y otros medios

### Versión extendida para TV
Mientras que, por contrato, Richard Donner tenía un importante control editorial sobre lo que se estrenaba en las salas, los Salkind tenían el control editorial sobre lo que se exhibía fuera de las salas. Esto fue el resultado de los acuerdos que se habían hecho entre los productores y la cadena de televisión ABC antes del estreno de la película. En términos financieros, cuanto más material se restaurara para la televisión, más ingresos se podían obtener por la transmisión (los productores cobraban por minuto por cada fragmento de material que se añadía). Durante la producción de la película, Alexander e Ilya Salkind se encontraron en la posición de tener que vender cada vez más de sus derechos a Warner Bros. a cambio de ayuda financiera, por ende Warner Bros. tenía los derechos de distribución en salas de cine y en vídeo doméstico. En 1981, cuando los derechos televisivos volvieron a manos de los Salkind, los productores ya habían preparado una versión de 3 horas y 8 minutos que, en realidad, había sido la primera versión de la película que se había cerrado visualmente antes de ser reeditada para su estreno en salas de cine. Este corte extendido, que se utilizaría para su distribución televisiva en todo el mundo, reincorporó unos 45 minutos de metraje y música eliminados del corte para salas de cine. Las cadenas y estaciones podían reeditar su propia versión a su discreción. Esta edición se conoce comúnmente como "Salkind International Television Cut".
La cadena ABC emitió el debut televisivo de Superman en dos noches en febrero de 1982, con la mayoría de las imágenes sin utilizar. La versión de 182 minutos de la cadena (que se redujo ligeramente por motivos de contenido) se repitió en noviembre de ese mismo año, esta vez en su totalidad en una sola noche. ABC presentó la versión cinematográfica original de la película en las dos emisiones restantes.
Cuando los derechos de televisión volvieron a manos de Warner Bros. en 1985, CBS emitió la película una última vez en la televisión abierta en su versión cinematográfica. Cuando la película entró en el mercado de distribución en 1988 (después de una emisión en televisión paga) A las cadenas de televisión se les ofreció la versión extendida o la versión para cines. Las cadenas que mostraron la versión extendida editaron la segunda mitad para agregar más tiempo publicitario y escenas de corte que decían "anteriormente en ..." tal como lo había hecho ABC en 1982.
En 1994 (tras una reedición por cable de pago y su emisión obligatoria en USA Network), Warner Bros. Television distribuyó la versión televisiva internacional completa de 188 minutos, más famosa en la estación de Los Ángeles KCOP. Las adiciones más notables nunca vistas en la televisión estadounidense fueron dos escenas adicionales nunca antes vistas, además de lo que se había restablecido previamente. Esta versión también se transmitió fuera de Los Ángeles. Por ejemplo, WJLA Channel 7, una filial de ABC en Washington D. C., transmitió la versión extendida en julio de 1994. Debido a que su primera emisión conocida fue en el mencionado KCOP, también se la conoce en los círculos de fanáticos como la "versión KCOP".
Hubo varias versiones extendidas para televisión, cada una transmitida en varios países. La mayoría de ellas son en formato pan and scan, ya que se realizaron en la década de 1980, cuando las películas no se distribuían en formato letterbox para preservar la relación de aspecto cinematográfica en los televisores antiguos.
Hasta 2017, se pensaba que la calidad de la versión extendida para televisión en red era inferior a la de cualquier lanzamiento en cines o en video doméstico anterior porque estaba masterizada en 16 mm (usando el "sistema de cadena de películas") y se hacía una mezcla de sonido mono, ya que para cuando se preparó el corte extendido en 1981, el estéreo no estaba disponible en las transmisiones de televisión (de hecho, las copias de televisión en 16 mm se hicieron y remasterizaron en video de definición estándar NTSC para las transmisiones iniciales de la cadena ABC). Sin embargo, durante un inventario de la biblioteca de Warner Bros., se descubrió un máster de IP de la versión televisiva completa de 188 minutos. Este máster de dieciocho carretes no estaba marcado con una relación de aspecto, pero se inspeccionó la copia y, como se descubrió, estaba en la relación de aspecto adecuada de 2.35:1 de Panavision. Esta fue la fuente del lanzamiento en Blu-Ray de Warner Archive Collection de lo que oficialmente se llamaría Superman: The Movie Extended Cut, emitido el 3 de octubre de 2017. El departamento de imagen de WB restauró visualmente el lanzamiento en video y, además de los créditos iniciales y finales (que están en estéreo real), la película se presenta en una versión mejorada de la mezcla de sonido de TV mono. Este lanzamiento en particular también incluye otra versión.
Richard Donner criticó esta versión extendida de la película. La calificó de "terrible" y dijo que "no era más que un montaje". Dijo que había eliminado el material malo de la película y que los productores y Warner Bros. lo habían vuelto a incluir "solo para ganar dinero".

### Otras ediciones
Cuando Michael Thau y Warner Home Video comenzaron a trabajar en la restauración de una película en 2000, sólo ocho minutos del metraje añadido que se había utilizado en el corte de televisión podían considerarse restaurados en una versión que el director Richard Donner llamó su versión preferida de la película. Thau determinó que parte del metraje adicional no podía añadirse debido a los malos efectos visuales. Thau sintió que "el ritmo de la historia de la película se vería afectado negativamente [y había] problemas de sincronización para hacer coincidir [el metraje] con la banda sonora de John Williams, etc... El corte de la película que se mostró en KCOP se armó para hacer que la película fuera más larga cuando se mostrara en televisión, ya que la estación de televisión pagaba por minuto para emitir la película. El corte de "Edición Especial" está diseñado para la mejor experiencia de visualización en el verdadero espíritu de la realización cinematográfica". En 2001 se realizó una proyección de prueba especial de la Edición Especial en San Antonio (Texas), el 23 de marzo con planes para un posible reestreno en salas más amplias más tarde ese año, lo que no ocurrió. En mayo de 2001, Warner Home Video lanzó la edición especial en DVD. El director Donner también colaboró y trabajó en el proyecto durante poco más de un año. El estreno incluyó documentales sobre el proceso de realización dirigidos por Thau y ocho minutos de material restaurado.
Thau explicó: "Trabajé en Ladyhawke y así fue como conocí a Dick [Donner] y Tom Mankiewicz. Solía escuchar esas maravillosas historias en la sala de montaje que Tom, Dick y Stuart contaban sobre Superman y así fue como surgieron las ideas para las tramas de 'Taking Flight' y 'Making Superman'". Donner comentó: "Hay algunas tomas en las que el traje de Chris [Reeve] parecía verde. Lo limpiamos y le devolvimos el color a su estado original". Thau quería acortar la película: "Quería quitar el maldito poema en el que Lois recita un poema ("¿Puedes leer mi mente?") mientras vuelan. También quería quitar gran parte de esa persecución en coche en la que solo había acción genérica... Era como una persecución en coche de dos minutos. Pero Dick no quería quitar [eso] ni el poema". Le siguió un lanzamiento en caja en el mismo mes, que contenía ediciones "básicas" de Superman II, Superman III y Superman IV: The Quest for Peace. En noviembre de 2006 se lanzó una edición especial de cuatro discos, seguido de un estreno en formato HD DVD y Blu-ray. También está disponible (con otras películas) la "Colección Superman de Christopher Reeve" de nueve discos y la edición de 14 discos Superman Ultimate Collector's Edition.
El 6 de noviembre de 2018 (luego de un año de proyecciones en salas de cine en todo el mundo para conmemorar el 40 aniversario del estreno original de la película), Warner Bros. Home Entertainment lanzó un Blu-ray Ultra HD de Superman presentado en una nueva transferencia Dolby Vision de la versión original para cines directamente desde el negativo de cámara original, con su mezcla estéreo original de 70 mm/seis pistas renderizada en sonido envolvente 5.1, además de la remezcla de 2000 en Dolby Atmos. Este nuevo lanzamiento también incluye un disco Blu-ray estándar de la versión para cines, además de contenido adicional seleccionado que se transfirió de lanzamientos de video anteriores.

## Legado
En 2007, la Sociedad de Efectos Visuales incluyó a Superman en el puesto 44 como el uso de efectos visuales más influyente de todos los tiempos.In 2007, the  listed Superman as the 44th-most influential use of visual effects of all time. En 2008, la revista Empire la nombró la 174.ª mejor película de todos los tiempos en su lista de 500. En 2009, Entertainment Weekly colocó a Superman en el tercer lugar de su lista de "Los héroes más geniales de todos los tiempos en la cultura pop".
Con el éxito de la película, se decidió inmediatamente terminar la secuela Superman II. Ilya, su padre Alexander Salkind y Pierre Spengler le pidieron a Donner que no regresara porque Donner los había criticado durante la fase publicitaria de la película. En enero de 1979, Donner comentó: "Trabajaría con Spengler de nuevo, pero sólo en mis términos. Mientras no tenga nada que decir como productor y sólo sea un enlace entre Alexander Salkind y su dinero, está bien. Si no lo quieren en esos términos, entonces tendrán que buscar otro director, y seguro que no voy a ser yo". Margot Kidder, quien interpretó a Lois Lane, se mostró insatisfecha con la decisión de los productores, y también criticó a los Salkind durante la publicidad. Kidder dijo que, como resultado, solo le dieron un cameo Superman III, y no un papel de reparto. Jack O'Halloran, el actor que interpretó a Non declaró: "Fue genial trabajar con Donner. Richard Lester era tan imbécil como los Salkind". Se produjeron dos películas más, Superman III (1983) y Superman IV: The Quest for Peace (1987). La visión de Donner para Superman II finalmente se hizo realidad casi tres décadas después, cuando supervisó la edición de Superman II: The Richard Donner Cut, que se estrenó en 2006. Ese mismo año, Donner y el escritor Geoff Johns escribieron Last Son, un arco argumental de cómic en Action Comics con Superman. Imágenes no utilizadas de Marlon Brando como Jor-El, descubiertas durante la restauración de "Superman II: The Richard Donner Cut", se utilizaron en Superman Returns (2006).
Debido a que la película entró en producción antes de los estrenos de Star Wars: Episodio IV - Una nueva esperanza (mayo de 1977) y Close Encounters of the Third Kind (noviembre de 1977), algunos observadores atribuyen a las tres películas en conjunto el lanzamiento del resurgimiento de un gran mercado para las películas de ciencia ficción en la década de 1980. Esta es ciertamente la opinión del productor de Superman, Ilya Salkind, y de algunos que lo han entrevistado, así como del asistente de producción cinematográfica Brad Lohan. Otros observadores de la historia del cine tienden a atribuir el resurgimiento de las películas de ciencia ficción simplemente a las producciones de Lucas y Spielberg, y ven a "Superman" como la primera del nuevo ciclo de películas iniciado por los dos primeros. Ilya Salkind niega cualquier conexión entre Superman (cuyo rodaje comenzó en marzo de 1977) y las otras películas, afirmando que "no sabía nada de Star Wars'; ' 'Star Wars' no sabía nada de 'Superman'; 'Encuentros en la tercera fase' no sabía nada de 'Superman'. En realidad, era completamente independiente: nadie sabía nada de nadie". Superman también estableció el género cinematográfico de superhéroes como viable más allá de la producción de seriales matinales de bajo presupuesto que se emitían los sábados. El director Christopher Nolan citó la visión y el alcance de Superman de Richard Donner cuando presentó el concepto de Batman Begins a Warner Bros. en 2002. La influencia de la película también se puede ver en películas del género, incluida la Saga fílmica de los X-Men,  Spider-Man de Sam Raimi (2002), y Wonder Woman de Patty Jenkins (2017).
En 2021, DC Comics revivió la continuidad de la película de 1978 con su serie de cómics Superman '78, emulando el aspecto de las películas de Christopher Reeve. La serie retoma lo que dejaron las dos primeras películas, por lo que actúa como una secuela directa.
Después de la primera proyección de la película del Universo Extendido de DC (DCEU) The Flash (2023) a los asistentes de la Asociación Nacional de Propietarios de Teatro 2023, el director Andy Muschietti y la productora Barbara Muschietti revelaron que se consideró una aparición especial de Jor-El de Superman (Brando) para la película, pero se dejó en la "sala de montaje" debido a que no encajaba en la historia.
La película inspiró la canción de The Kinks de 1979 "(Wish I Could Fly Like) Superman", cuando el compositor principal de la banda, Ray Davies, vio la película a finales de 1978.
La película está reconocida por el American Film Institute en estas listas:
- 2003: AFI's 100 Añoss...100 Héroes y Villanos:
  - Superman (Clark Kent) – Héroe #26[142]

En diciembre de 2017, la película fue seleccionada para su preservación por el Registro Nacional de Cine de la Biblioteca del Congreso de los Estados Unidos, por ser "cultural, histórica o estéticamente significativa".

## Proyectos derivados

### Secuelas
- Superman II
- Superman II: The Richard Donner Cut
- Superman III
- Superman IV
- Superman Returns

### Spin-off
- Supergirl

### Reboot
- Man of Steel
- Superman (2025)